# Andouillette amiénoise
L’andouillette amiénoise, ou andouillette d'Amiens, est une spécialité culinaire de Picardie, plus particulièrement de la région d'Amiens. 
C'est un plat familial qui, contrairement à ce que son nom indique, n'est pas constitué du tube digestif du porc, et n'a donc rien à voir avec les andouillettes et les andouilles répertoriées et officialisées par le Code des usages de la charcuterie. Il s'agit en réalité plutôt d'une sorte de quenelle, ou plus précisément d'une knödel proche de celles qu'on trouve en Allemagne.

## Histoire
On ne connait ni l'origine ni l'époque de la création de la recette ou de la dénomination des andouillettes amiénoises, que le Larousse gastronomique ignore. Ce mets picard, proche de bien d'autres boulettes, n'apparaît pas dans les principaux dictionnaires gastronomiques et manuels de charcuterie du XIXe siècle.
Lucien Lecointe, député-maire d'Amiens dans l'entre-deux-guerres, était — de notoriété publique — un grand amateur d'andouillettes amiénoises.

## Caractéristiques
L'andouillette dite « amiénoise » n'est en rien comparable aux andouillettes traditionnelles (l'andouillette de Troyes, par exemple), elle n'est pas élaborée avec des éléments du système digestif du porc, et/ou, éventuellement, de la fraise de veau. Il n'y a pas d'embossage dans un boyau.
Sa fabrication ne relève pas de la charcuterie professionnelle. 
Il s'agit de boulettes essentiellement confectionnées avec de la viande de porc hachée, du pain sec, de l’œuf, de l'ail, de l'échalote, de l'oignon, du persil, du thym, du laurier, de la farine de froment, du beurre, du sel et du poivre.
Il en existe traditionnellement plusieurs variantes,, certaines incorporant également du veau. Par exemple celles-ci , ou celle-là : « Les andouillettes amiénoises sont constituées de maigre et de lard haché avec du pain sec, des oignons, de l'ail et des herbes que l'on mélange avec une panade à l'œuf. ». On peut également tremper la mie de pain rassi dans un peu de bouillon chaud avant de l'incorporer dans la farce.
Les andouillettes amiénoises sont traditionnellement servies accompagnées de haricots blancs, de flageolets ou de pommes de terres.